# Teresa Belczyńska
Teresa Belczyńska (ur. 29 maja 1935 w Warszawie, zm. 27 kwietnia 1996 tamże) – polska aktorka teatralna, filmowa i telewizyjna. Absolwentka Wydziału Estradowego PWST oraz Wydziału Wokalnego Konserwatorium Muzycznego w Warszawie.
Została pochowana na Cmentarzu Junikowskim w Poznaniu (pole 6, kwatera 4, miejsce 5C).

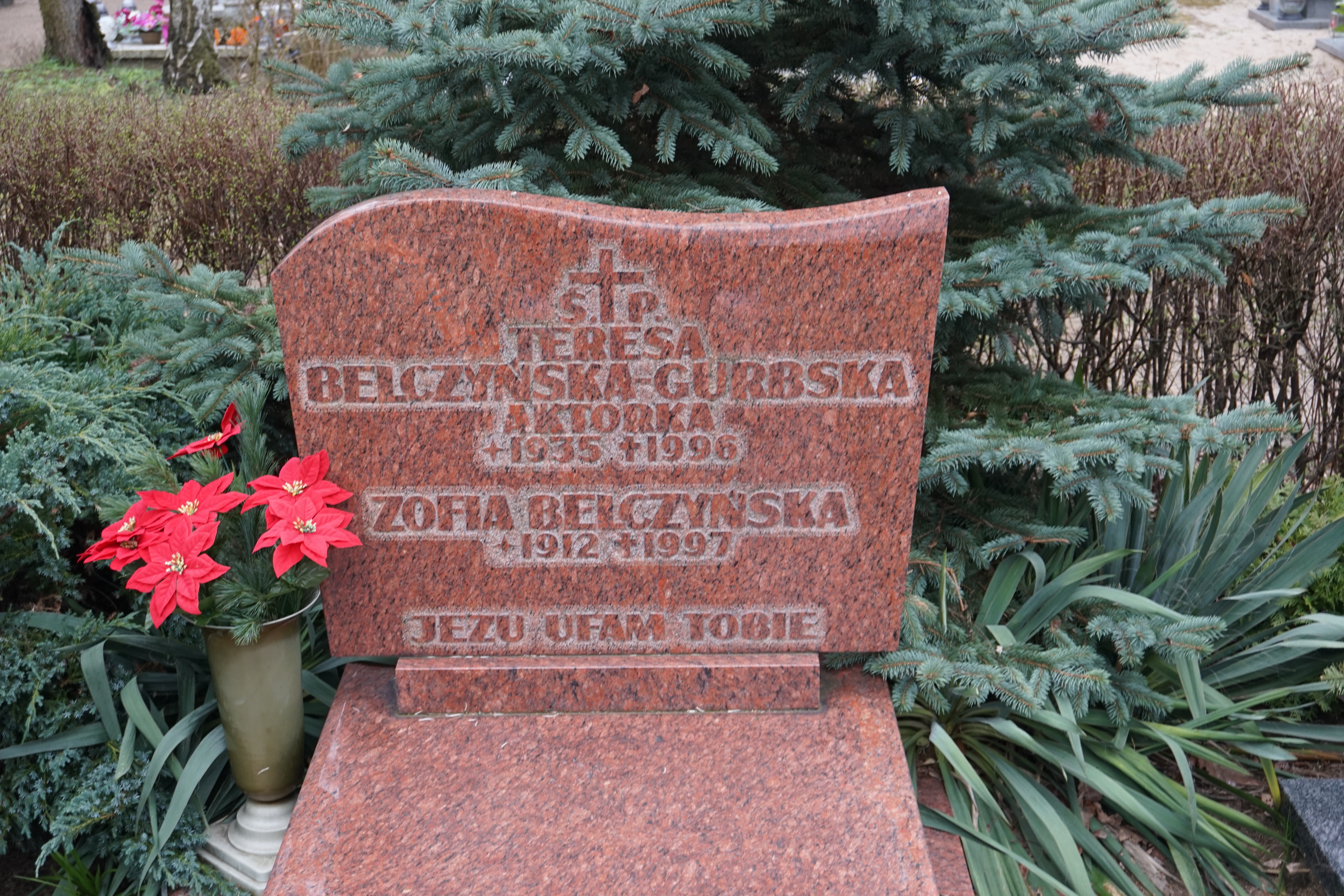
Grób Teresy Belczyńskiej na Cmentarzu Junikowskim

## Teatr
Związana była z teatrami Warszawy - Buffo (1957-1958), Syrena (1958-1979), na Targówku (1982-1984), Rozmaitości (1984-1991).

### Spektakle teatralne (wybór)
- 1957: Dzieje grzechów, program składany (reż. Zenon Wiktorczyk)
- 1958: Madame Sans-Gene jako Julia; Dama II (reż. Andrzej Łapicki)
- 1959: Mąż Fołtasiówny jako Renata (reż. Marian Wyrzykowski)
- 1961: A my nic, tylko gramy!, program składany (reż.  (reż. Kazimierz Krukowski, Tadeusz Olsza)
- 1961: Arka nowego, program składany (reż. Adam Hanuszkiewicz)
- 1963: Jego ekscelencja jako Florita (reż. Edward Dziewoński)
- 1964: Szafa gra (reż. Adolf Dymsza)
- 1965: Latające dziewczęta jako Joanna (reż. Czesław Szpakowski)
- 1966: Emil i detektywi jako Irka (reż. Barbara Kilkowska)
- 1967: Szklane wesele jako Maryna Żurenkowa (reż. B. Kilkowska)
- 1975: Bądź moją wdową jako Maggy Fauchois (reż. Jadwiga Chojnacka)
- 1976: Latające dziewczęta jako Janet (reż. Kazimierz Brusikiewicz)
- 1977: Będziemy obrażać! jako (reż. Lidia Korsakówna)
- 1984: Lato Muminków jako Mamusia Muminka (reż. Andrzej Maria Marczewski)
- 1985: Na czworakach jako Kobieta Doświadczona (reż. A.M. Marczewski)
- 1986: Orfeusz jako Persefona (reż. Roman Kruczkowski)
- 1986: Żabusia jako Maniewiczowa (reż. Józef Słotwiński)
- 1986: Skrzydła jako Pani Ramc (reż. R. Kruczkowski)
- 1987: Ożenek jako Fiokła Iwanowna (reż. Boris Morozow)
- 1988: Gałązka rozmarynu jako Pani I (reż. Ignacy Gogolewski)
- 1991: Ślub jako Dama III (reż. Wojciech Szulczyński)

## Filmografia
- 1963: Godzina pąsowej róży
- 1963: Smarkula
- 1965: Walkower jako sekretarka dyrektora
- 1969: Piąta rano
- 1982: Odwet jako uczestniczka zjazdu
- 1984: Ultimatum jako sprzątaczka Pilchowa
- 1986: Zmiennicy jako przyjaciółka Koniuszkowej
- 1988: Generał Berling jako Helena Usijewicz